# Massena (New York)
Pour les articles homonymes, voir Masséna.
Ne doit pas être confondu avec Massena (village, New York).
Massena est une ville du comté de Saint Lawrence, dans l'État de New York, aux États-Unis. Elle est surnommée la « porte d'entrée de la quatrième côte » (en anglais : Gateway to the Fourth Coast). Sa population s'établissait à 12 833 lors du recensement de 2010. La ville de Massena comprend un village qui porte le même nom. La ville et le village doivent leur nom à André Masséna, un général de Napoléon Bonaparte qui s'est illustré au cours des guerres napoléoniennes.
L'économie de la ville a longtemps été liée à la production et la transformation de l'aluminium. Des usines d'Alcoa et de la Reynolds Metals Company sont établies à Massena. General Motors y a longtemps exploité une usine de moteurs en aluminium qui est l'un des sites industriels les plus pollués à avoir été occupés par la compagnie. La New York Power Authority exploite une centrale hydroélectrique, le St. Lawrence-FDR Power Project sur le fleuve Saint-Laurent, à proximité de la ville.
Le 5 septembre 1944, la ville subit de nombreux dommages lors du séisme de 1944 à Cornwall-Massena. Dans la ville de Massena, environ 90 % des cheminées s'écroulent ou s'abîment. La région appartient à la zone sismique dite rift du Saint Laurent.

## Personnalités
Zach Bogosian, joueur professionnel de hockey sur glace